# یوناس تنبروک
یوناس تنبروک (انگلیسی: Jonas Tenbrock؛ زادهٔ ۱۶ دسامبر ۱۹۹۵ ‏(۲۹ سال)) دوچرخه‌سوار اهل آلمان است.